# 미얀마의 불교
오랜 옛날부터 금이 많이 나는 나라로 알려진 미얀마의 불교는 아쇼카 왕의 전도사가 건너가 포교한 것이라고도 하고, 부다고사가 실론으로부터 와서 전도한 것이라고도 한다. 그리하여 옛날부터 상좌부 계통의 불교가 전해졌던 듯하며, 후에 대승불교가 성행하였으나 얼마 뒤에 성력숭배(性力崇拜)의 외교적(外敎的) 요소가 가미되면서부터 타락하고 말았다. 11세기에 파간 왕조의 아나와라타 왕(Anawarata王)이 국토를 통일하고 성력숭배의 종교를 추방한 다음 특히 계율을 중시하는 상좌부 불교를 남방으로부터 수입하여 보호하였다. 이후에 실론계의 상좌부 불교가 세력을 떨쳐서 파간 왕조 시대의 전성기에는 버마 불교의 특색인 불탑(파고다)과 승원(僧院)이 많아지게 되었고, 왕조가 바뀌어도 역대왕들은 모두 불교에 열심히 귀의하였으므로 더욱 발달하게 되어 영국 통치하에서도 이러한 전통은 그대로 지속된 채 오늘에 이르렀다. 버마의 불교는 일반적으로 계율이 엄격하며 특히 이를 강조하는 술라간디(Sulagandi)파와 이와는 견해를 달리하는 마하간디(Mahagandi)파로 갈라졌다.

## 같이 보기
- 슈웨다곤 파고다